# سجن بئر السبع
سجن بئر السبع المركزي (بالعبرية: כלא באר שבע) هو أحد السجون التابعة لمصلحة السجون الإسرائيلية، يقع على بعد حوالي 5 كم جنوب بئر السبع على طريق إيلات، ويتضمن 4 سجون منفصلة، هي إيشل وديكل وأوهلي كيدار وأيلا.

## الأقسام
يتكون مجمع سجون بئر السبع من 4 سجون منفصلة هي إيشل، وأوهلي كيدار للسجناء الأمنيين، وديكل للسجناء الجنائيين، وأيلا الذي يستخدم للعزل في حالات معينة كالإضراب عن الطعام.

### سجن إيشل
افتتح سجن "إيشل-بئر السبع" في بداية 1970، ويعد السجن الأول في إسرائيل الذي تم بناؤه من البداية بهدف استعماله كسجن.
في البداية كان يتكون السجن من 12 جناحاً، ويتسع ل900 سجيناً، وتبلغ أبعاد الغرفة الواحدة فيه 32×8م، وداخل كل غرفة يوجد قسم حمامات وقسم دورات مياه، كما تم إنشاء قسم زنازين انفرادية في الجزء الغربي من السجن. تم توسيع السجن لاحقاً، وأصبح يتكون من 14 قسماً ويتسع لأكثر من ألف سجين.

### مركز احتجاز أوهلي كيدار
أنشيء سجن أوهلي كيدار في 1984 كمركز احتجاز، وكان يتكون من 4 أجنحة. في 1993، تمت إضافة 3 أجنحة و300 مكان احتجاز للسجناء، وتم تغيير تعريفه الرسمي من مركز احتجاز إلى سجن. في 2003، أعيد تعريفه كمركز احتجاز مرة أخرى، وتم إنشاء 3 أجنحة و456 مكان احتجاز كانت مخصصة في البداية للمعتقلين الأمنيين، ثم في 2007 تم تحويلها لاحتجاز المعتقلين الجنائيين.

### سجن ديكل
أنشئ في 2003، وكان يضم في البداية 5 أجنحة من سجن إيشل نقلت إلى إدارة السجن الجديد، ثم نقلت 3 أجنحة من مركز احتجاز أوهلي كيدار إلى إدارته أيضاً، وهو مخصص للسجناء الجنائيين. وفي 2007، تولى سجن ديكل مسؤولية إدارة مركز احتجاز إيلات.

### سجن إيلا
يعد سجن إيلا أحد أحدث السجون في إسرائيل، حيث أنشئ في الفترة بين عامي 2005 و2009، ويغطي مساحة 50 دونم ومساحة مبنية 26 ألف متر مربع، ويحتوي على 13 جناحاً.

## معتقلون بارزون
- رائد صلاح[6]
- زكريا الزبيدي[7]
- نائل البرغوثي
- أحمد مناصرة
- يحيى السنوار[8]
- أيمن حلاوة